# 父内国産馬
父内国産馬（ちちないこくさんば）とは、父馬がサラブレッド系の内国産馬（日本国内で生産された馬）であり、自らも内国産馬であるサラブレッド系の競走馬に対し、日本中央競馬会(JRA)が2007年まで与えていた分類呼称である。出走表においては○の中に「父」と書いた記号を用いて示されたため、俗にマル父（マルチチ）と呼ばれることも多かった。
2008年以降は父内国産馬とそれ以外の日本産馬を区別しないため、マル父の表記はなくなった。但し、レーシングプログラムには馬名の左上に「父内国産馬」と表記されている。

## 父内国産馬の優遇の歴史
かつて、1980年代頃までは、内国産種牡馬は生産においてさほど重要な位置を占めておらず（種牡馬として結果を残した内国産馬はシンザン、アローエクスプレス、トウショウボーイなどごく限られていた）、外国から輸入された種牡馬の産駒が多数を占めていた事情もあり、JRAでは日本国内における血統の発展や生産振興を目的に父内国産馬を優遇してきた。具体的には父内国産馬のみが出走できる競走を設けたり、特別競走以外の下級条件戦において父内国産馬が入着した場合に「父内国産馬奨励賞」の名目で賞金を加算したりといった措置がとられていた。また、その年度で優秀な成績を収めた人馬を表彰するJRA賞においては、1982年（優駿賞時代）から「最優秀父内国産馬」という部門も設けられた。
しかし、1980年代半ばから、前述の日本国外から輸入された種牡馬（主にサンデーサイレンス、ブライアンズタイム、トニービンなど）の産駒で、日本で好成績を残した馬の多くが種牡馬となり、これらの内国産種牡馬産駒数も増加し、日本の競馬環境への適合度から、GIII（JpnIII） - GII（JpnII）クラスの重賞レースの制覇はもとより、中にはGI（JpnI）クラスのレースを複数制覇した馬も出現するようになった。制度の末期の2005年頃には、外国産馬の出走可能な混合レースで、マル父の表記がされた馬が出走馬の半数以上を占めることも多くなった。制度末年の2007年には、タニノギムレット産駒のウオッカが牝馬による64年ぶりの東京優駿（日本ダービー）制覇（親子制覇でもある）を成し遂げ、引退までにGIレース7勝を挙げている。
このような状況もあり、2008年以降、JRAは父内国産馬限定競走および市場取引馬限定競走を廃止し、あわせて「父内国産馬奨励賞」も廃止されたことから、出馬表から「マル父」「マル市」の表記が消えた。JRA賞の最優秀父内国産馬部門も、2007年にダイワスカーレットが受賞したのを最後に廃止されている。
父内国産馬限定の重賞競走としては愛知杯、カブトヤマ記念、中日新聞杯の3競走が永らく施行されてきたが、2004年度よりカブトヤマ記念は福島牝馬ステークスに衣替えし、愛知杯も牝馬限定戦に改められたため、2004年度以降においては中日新聞杯のみが父内国産馬限定重賞競走となった。その中日新聞杯も上記の2008年の父内国産馬限定競走廃止により、出走条件を混合競走に変更することとなった。

## 父内国産馬が外国産馬である場合
かつては内国産種牡馬の仔はほぼ全て父内国産馬であったが、フジキセキのように日本国内で生産された馬が日本国外で種牡馬として供用されるケースもあり、このように父が内国産馬でありながら、日本国外で出産された馬は「父内国産馬」として扱われず、外国産馬として扱われ、父内国産馬限定競走に出走することはできなかった。ただし、表記は父内国産を示す「マル父」、外国産を示す「マル外」の両方の記号が付与された。
父親が内国産ながら日本国外で生まれた競走馬の代表例として、2010年・2011年の高松宮記念などに勝利したキンシャサノキセキ（父フジキセキのオーストラリア産）が挙げられる。

## 制度廃止後
制度が廃止された2008年にはアグネスタキオンが内国産種牡馬として1957年のクモハタ以来51年ぶりとなるJRA総合リーディングサイアーを獲得し、以降かつての内国産種牡馬冷遇時代とは一転、現在まで毎年のリーディングサイアーが全て内国産馬で占められている。
2010年代に入ると、ディープインパクトとキングカメハメハの両産駒を筆頭として、父内国産馬が急激に増加。これに伴い、一般競走はおろか、重賞競走の出走馬全頭が父内国産という事例も多くなった。
2023年にはドゥラメンテが父内国産馬として史上初のリーディングサイアーを獲得している。